# Saint-Pierre-Quiberon
Saint-Pierre-Quiberon (auf bretonisch: Sant-Pêr-Kiberen) ist eine französische Gemeinde im Département Morbihan in der Region Bretagne. Sie liegt im Arrondissement Lorient und im Kanton Quiberon.

## Lage
Die Gemeinde am Atlantik ist 7,85 Quadratkilometer groß und liegt mit den meisten Gemeindeteilen auf der sich nach Süden erstreckenden Halbinsel Quiberon an der bretonischen Südküste auf maximal 26 m Meereshöhe (Gemeindeteil Kergroix). Die Gemeinde wird von der, von Plouharnel kommenden Departementstraße 768 und der Bahnstrecke Auray–Quiberon durchquert.

## Gemeindegliederung
Saint-Pierre-Quiberon hat in ihren 17 Ortschaften 2327 Einwohner (Stand 1. Januar 2022). So gehören zu der Gemeinde die Ortschaften Penthièvre, Portivy, Kerhostin, Runaron, Le Roch, Keraude, Le Praner, Kergroix, Kermahé, Kerdavid (das Zentrum der Gemeinde), Keridenvel, Kerbourgnec, Kervihan, Kerboulevin und Le Rohu (gebildet aus Petit Rohu und Grand Rohu). Teilweise handelt es sich um Küstenorte mit Badestränden und um Fischerdörfer. Die ursprüngliche Bezeichnung der Gemeinde lautete auf Saint-Pierre; „Quiberon“ wurde 1856 hinzugefügt. Quiberon selbst, im Süden der Halbinsel gelegen, ist eine eigene Gemeinde.

## Bevölkerung
| Jahr      | 1962  | 1968  | 1975  | 1982  | 1990  | 1999  | 2006  | 2019  |
| --------- | ----- | ----- | ----- | ----- | ----- | ----- | ----- | ----- |
| Einwohner | 1.924 | 2.012 | 1.984 | 2.026 | 2.184 | 2.165 | 2.204 | 2.056 |

## Sehenswürdigkeiten
- Fort de Penthièvre, nach dem System Vauban errichtet,
- Kermahé: Statue Notre-Dame des Flots (1889)
- Kerbourgnec: Alignement (Steinreihen - Monument historique)
- Roc’h en Aud, Monument historique - Dolmen
- Portivy: La chapelle Notre-Dame-de-Lotivy (11. Jahrhundert, im 19. Jahrhundert rekonstruiert); Fischereihafen
- Tumulus von Mané-Becker-Noz südlich von Saint-Pierre-Quiberon. Monument historique

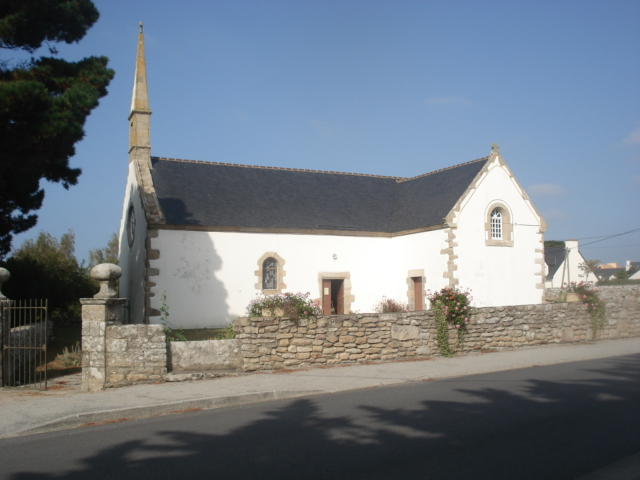
Kapelle Notre-Dame-de-Lotivy
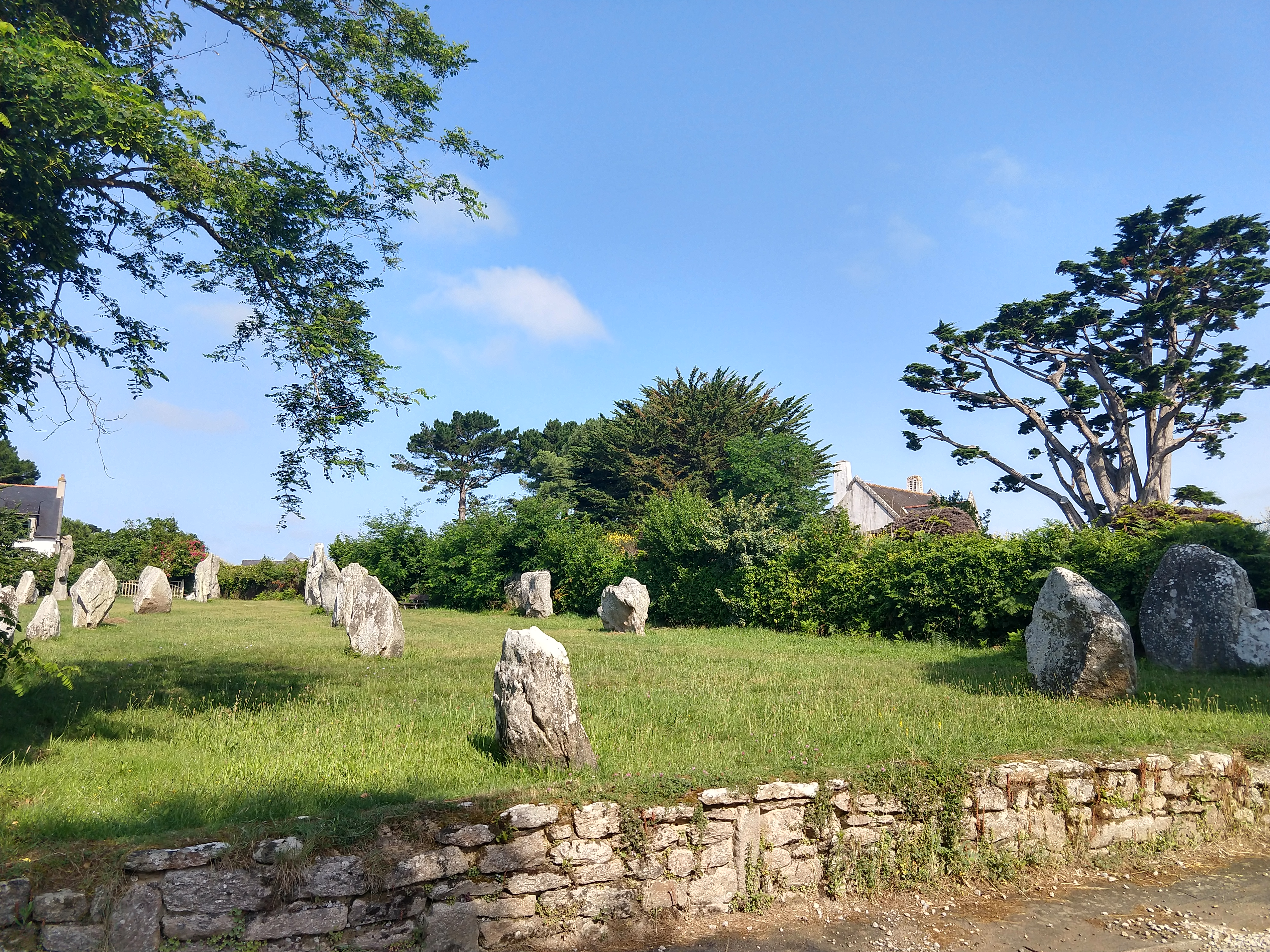
Steinreihe von Kerbourgnec
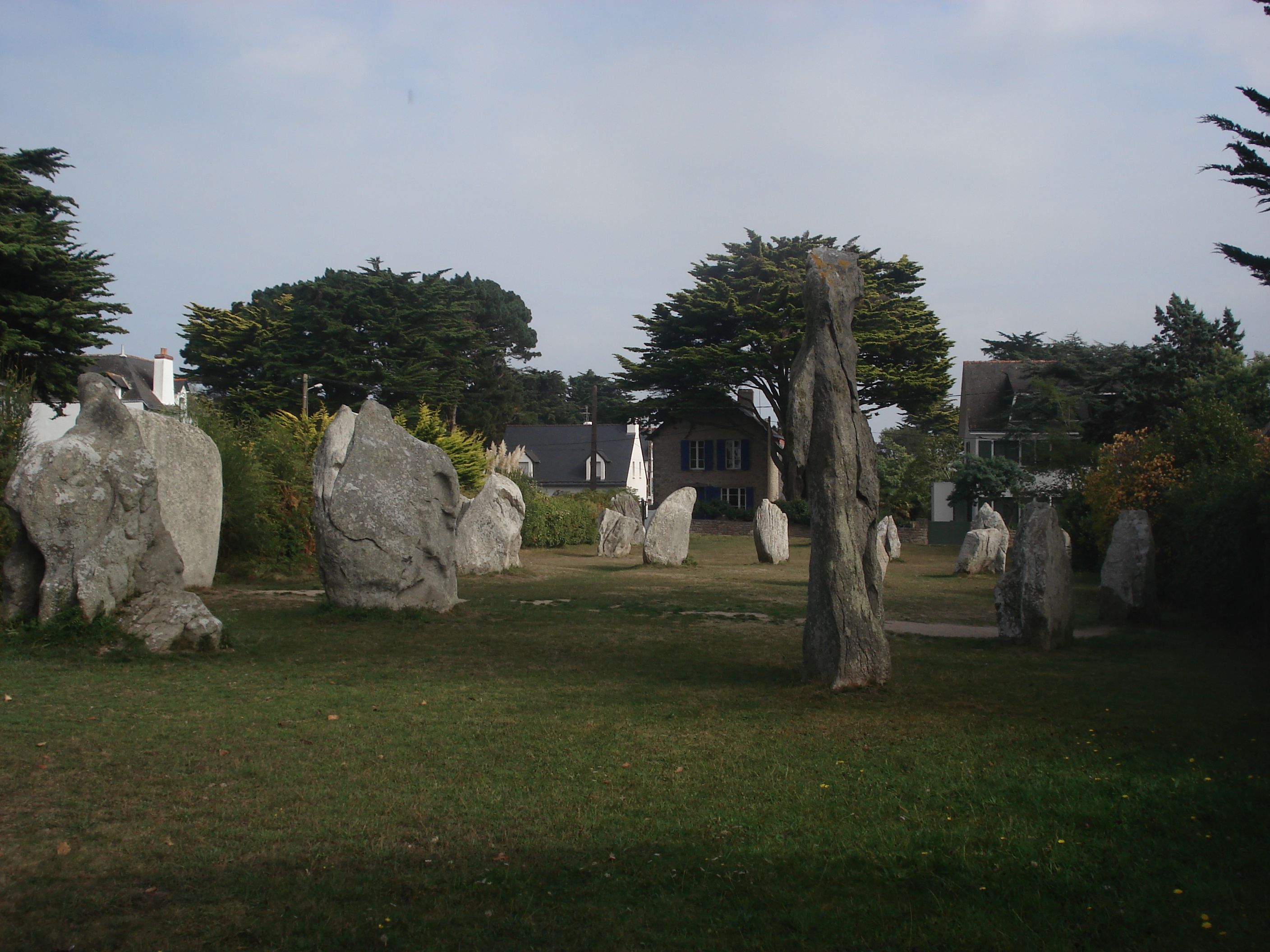
Menhire der Steinreihe von Kerbourgnec
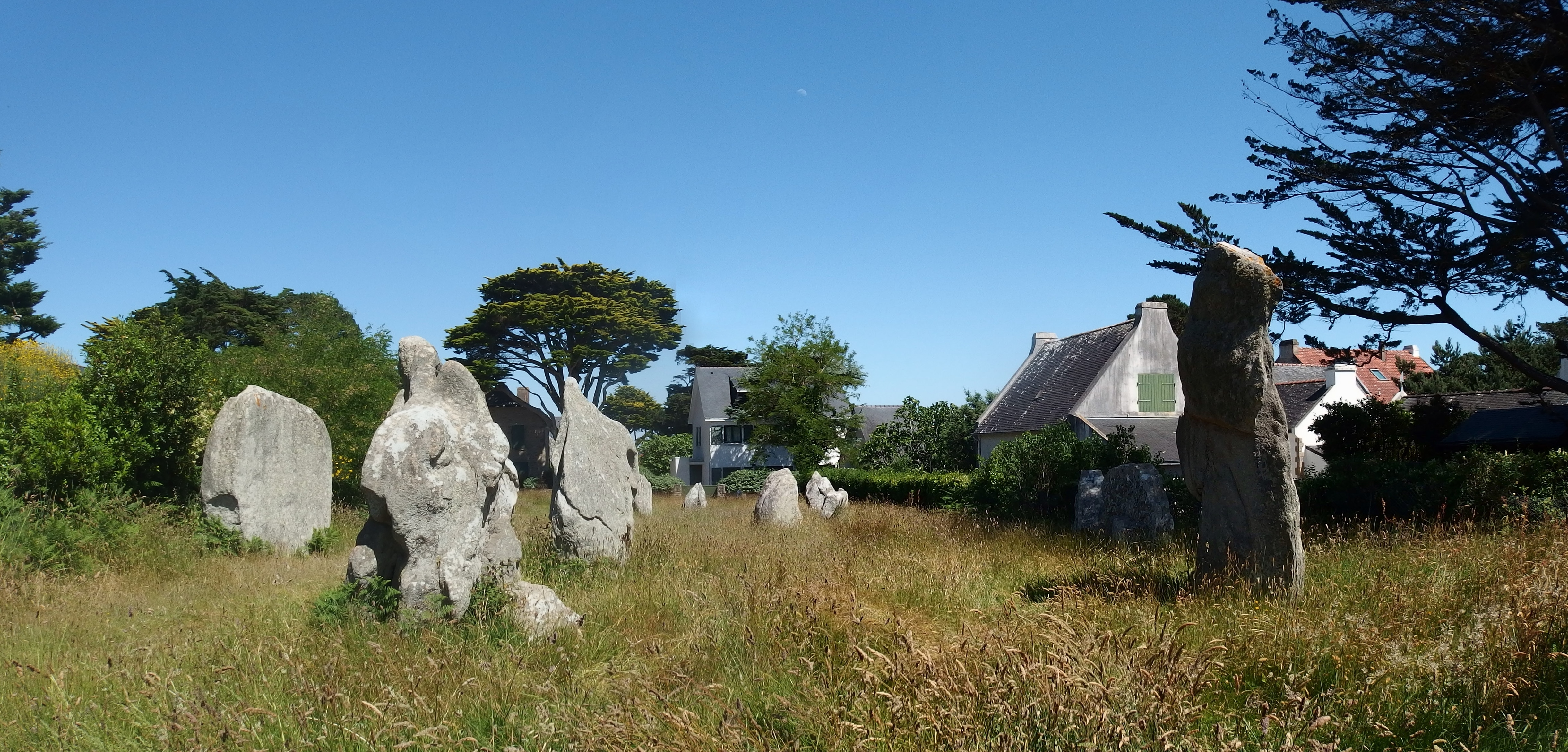
Menhire der Steinreihe von Kerbourgnec